# Zaránk
Zaránk je obec v Maďarsku v župě Heves. Žije zde 410 obyvatel. Dominantou obce je barokní kostel z roku 1782. První písemná zmínka je z roku 1247.